# Liczba idealna
Liczba idealna – dywizor pierścienia liczb całkowitych {\displaystyle A} pewnego ciała liczb algebraicznych nazywane często „dywizorami całkowitymi” pierścienia {\displaystyle A.} Wspomniane dywizory tworzą półgrupę wolną z jedynką, a jej wolne generatory to tzw. pierwsze liczby idealne. Liczby idealne można utożsamiać z ideałami pierścienia {\displaystyle A}.
Liczby idealne zostały wprowadzone w celu usunięcia braku jednoznaczności rozkładu na czynniki pierwsze w pierścieniach całkowitych liczb pierwszych (zob. pierścień z jednoznacznością rozkładu). Dla każdego {\displaystyle a\in A} rozkład odpowiedniego dywizora {\displaystyle \varphi (a)} na iloczyn pierwszych liczb idealnych można rozpatrywać jako zamianę jednoznaczności rozkładu na czynniki pierwsze w przypadku, gdy w pierścieniu {\displaystyle A} tej jednoznaczności rozkładu nie ma.

## Przykład
Pierścień {\displaystyle A} wszystkich liczb całkowitych ciała {\displaystyle \mathbb {Q} ({\sqrt {-5}})} składa się ze wszystkich takich liczb {\displaystyle a+b{\sqrt {-5}},} gdzie {\displaystyle a,b\in \mathbb {Z} .} W pierścieniu tym liczba 6 ma dwa różne rozkłady na czynniki:
{\displaystyle 6=2\cdot 3=(1-{\sqrt {-5}})\cdot (1+{\sqrt {-5}}),}
przy czym liczby {\displaystyle 2,3,1-{\sqrt {-5}},1+{\sqrt {-5}}} są różnymi liczbami pierwszymi pierścienia {\displaystyle A.} Zatem rozkład na czynniki pierwsze w {\displaystyle A} jest niejednoznaczny. Jednak w półgrupie dywizorów {\displaystyle {\mathcal {D}}} elementy {\displaystyle \varphi (2),\varphi (3),\varphi (1-{\sqrt {-5}}),\varphi (1+{\sqrt {-5}})} nie są proste, a mianowicie:
{\displaystyle \varphi (2)={\mathfrak {p}}_{1}^{2},\varphi (3)={\mathfrak {p}}_{2}{\mathfrak {p}}_{3},\varphi (1-{\sqrt {-5}})={\mathfrak {p}}_{1}{\mathfrak {p}}_{2},\varphi (1+{\sqrt {-5}})={\mathfrak {p}}_{1}{\mathfrak {p}}_{3},}
gdzie {\displaystyle {\mathfrak {p}}_{1},{\mathfrak {p}}_{2},{\mathfrak {p}}_{3}} są pierwszymi liczbami idealnymi w {\displaystyle {\mathcal {D}}.} W taki sposób oba rozkłady liczby 6 na iloczyn czynników pierwszych w pierścieniu {\displaystyle A} odpowiadają w półgrupie {\displaystyle {\mathcal {D}}} jednoznacznemu rozkładowi {\displaystyle \varphi (6)={\mathfrak {p}}_{1}^{2}{\mathfrak {p}}_{2}{\mathfrak {p}}_{3}.}

## Historia
Na podstawie encyklopedii matematycznej pod redakcją Winogradowa.
Pojęcie liczb idealnych zostało wprowadzone przez Ernsta Kummera przy badaniu arytmetyki ciał podziału koła. Niech {\displaystyle K=\mathbb {Q} (\zeta )} będzie ciałem podziału koła na {\displaystyle p} części (gdzie {\displaystyle p} jest liczbą pierwszą całkowitą), a {\displaystyle A=\mathbb {Z} (\zeta )} niech będzie pierścieniem liczb całkowitych pierścienia {\displaystyle K.} Liczbami idealnymi u Kummera były iloczyny idealnych liczb pierwszych. Natomiast idealne liczby pierwsze dzielące daną pierwszą liczbę naturalną {\displaystyle q\neq p} otrzymuje się, używając twierdzenia Kummera. Wykorzystując fakt, że {\displaystyle A} ma bazę {\displaystyle 1,\zeta ,\zeta ^{2},\dots ,\zeta ^{p-2}} nad {\displaystyle \mathbb {Z} ,} Kummer rozpatrywał rozkład wielomianu podziału koła {\displaystyle F_{p}(X)} w {\displaystyle \mathbb {Z} _{q}[X].} Liczbami idealnymi dzielącymi liczbę {\displaystyle q} są elementy znajdujące się we wzajemnie jednoznacznej odpowiedniości z nieprzywiedlnymi czynnikami rozkładu wielomianu {\displaystyle F_{p}(X).} Analogiczną metodą można opracować teorię podzielności w ciałach postaci {\displaystyle \mathbb {Q} (\zeta ,{\sqrt[{p}]{m}}),} gdzie {\displaystyle m\in \mathbb {Q} (\zeta ).}
Rozszerzenia teorii liczb idealnych na przypadek dowolnego ciała liczb algebraicznych dokonali Leopold Kronecker i Richard Dedekind. Prace Kroneckera rozwijały teorię dywizorów, a Dedekind każdej liczbie idealnej przyporządkowywał „ideał” pierścienia {\displaystyle A,} przez który rozumiał podzbiór {\displaystyle A,} składający się z 0 i wszystkich takich {\displaystyle a,} które są podzielne przez daną liczbę idealną. Później pojęcie ideału zostało uogólnione na dowolne pierścienie. Pierścień, w którym pojęcia ideału i dywizora są identyczne nazywa się pierścieniem Dedekinda.
Stan prac nad liczbami idealnymi do roku 1985 opisano w monografii Borewicza i Szafarewicza.